# Ion Bucur
Ion Bucur, auch Ioan Bucur (* 1924 in Filipeștii de Pădure, Kreis Prahova) ist ein ehemaliger rumänischer Politiker der Rumänischen Kommunistischen Partei PCR (Partidul Comunist Român) und Diplomat, der unter anderem zwischen 1987 und 1989 Botschafter in der Sowjetunion sowie von 1988 bis 1989 auch Botschafter in Afghanistan war.

## Leben
Ion Bucur begann nach dem Schulbesuch im November 1938 eine Berufsausbildung zum Dreher und war nach deren Abschluss als Dreher in der Fabrik Concordia in Ploiești tätig. Er war daneben in dieser Fabrik seit 1947 als Sekretär für Agitation und Organisation der Uniunea Tineretului Muncitor (UTM), der Jugendorganisation der Arbeiterpartei. Er absolvierte ein Studium an einer Fakultät für Maschinenbau. 1950 wechselte er in die Fabrik 1. Mai in Ploiești und war dort bis 1960 nacheinander Leitender Techniker, stellvertretender Abteilungsleiter und Abteilungsleiter sowie zuletzt Chef des Technischen Dienstes und Chefingenieur. Er gehörte zwischen 1954 und 1956 dem Zentralkomitee (ZK) der UTM als Mitglied an und wurde 1955 Mitglied der Rumänischen Arbeiterpartei PMR (Partidul Muncitoresc Roman). Nach dem Besuch der Abenduniversität für Marxismus-Leninismus wurde er 1960 Direktor der Ölausrüstungsanlage Nr. 2 in Ploiești. Er war ferner Absolvent der Parteihochschule „Ștefan Gheorghiu“ und wechselte am 31. Januar 1961 in die zentrale Parteiverwaltung, in der er zunächst Instrukteur sowie später stellvertretender Leiter der ZK-Abteilung für Wirtschaft wurde. Anschließend fungierte er zwischen dem 8. Juni 1965 und dem 19. November 1968 als Erster Stellvertretender Leiter der ZK-Abteilung für Metallurgie und Chemie.
Danach wechselte Bucur in die Regierung und war vom 22. November 1968 bis zum 8. Februar 1977 Vizepräsident des Staatlichen Komitees für Planung (Vicepreședintele Comitetului de Stat al Planificării). Danach wurde er am 3. Februar 1977 Sekretär des Büros des Parteikomitees von Bukarest. Auf dem Zwölften Parteitag der PCR (19. bis 23. November 1979) wurde er Mitglied des ZK und gehörte dem Gremium zehn Jahre lang bis zum Vierzehnten Parteitag der PCR (20. bis 24. November 1989) an. Er war daneben zwischen dem 2. März 1983 und dem 3. September 1987 Erster Vizepräsident des Rates für wirtschaftlich-soziale Organisation (Prim Vicepreședinte al Consiliului Organizãrii Economico-Sociale). Zuletzt übernahm er am 1. Oktober 1987 den Posten als Außerordentlicher und Bevollmächtigter Botschafter in der Sowjetunion und bekleidete diesen Posten bis zum Zusammenbruch des Kommunismus im Zuge der Revolution am 22. Dezember 1989. Zugleich war er in Personalunion zwischen dem 11. Mai 1988 und dem 22. Dezember 1989 als Botschafter in der Republik Afghanistan akkreditiert.
Für seine langjährigen Verdienste wurde er mehrfach ausgezeichnet und erhielt unter anderem 1958 den Orden der Arbeit Dritter Klasse (Ordinul Muncii), 1961 die Medaille zum 40. Jahrestag der Gründung der Kommunistischen Partei sowie 1964 den Stern der Volksrepublik Rumänien Dritter Klasse (Ordinul Steaua Republicii Populare Române).